# 池田一之
池田 一之（いけだ かずゆき）は、バラエティ番組を主とした放送作家。東京都吉祥寺出身。法政大学卒。
1985年『天才!たけしの元気が出るテレビ』の企画「放送作家予備校」でテリー伊藤に認められ同番組の構成作家となる。同期の作家にはそーたにや田中直人などがいる。中学時代の同級生に映画監督犬童一心がいるため、たまに映画関係の仕事も手がける。

## 主な担当番組

### 年代順
- 天才・たけしの元気が出るテレビ!!
- ねるとん紅鯨団
- それいけ!ココロジー
- 世界まる見え!テレビ特捜部
- 浅草橋ヤング洋品店
- 投稿!特ホウ王国
- 嗚呼!バラ色の珍生
- 特命リサーチ200X-II
- 伊東家の食卓
- ワールド☆レコーズ
- 所さんの学校では教えてくれないそこんトコロ!

### 特番シリーズ
- ビートたけしのお笑いウルトラクイズ
- たけし・さんま世紀末特別番組!! 世界超偉人伝説
- 上岡龍太郎の仰天!日本の三面記事
- 世界怪事件解明スペシャル
- 天才ダ・ヴィンチ最大の謎と秘密の暗号
- 世界ウルトラ巨大生物 幻の人食い獣を捕獲せよ
- ビートたけしの今まで見たことないテレビ